# Maria Cantwell
Pour les articles homonymes, voir Cantwell.
Maria Cantwell, née le 13 octobre 1958 à Indianapolis, est une femme politique américaine, membre du Parti démocrate et sénatrice de l'État de Washington au Congrès des États-Unis depuis 2001. Elle est auparavant élue à la Chambre des représentants de l'État de Washington de 1987 à 1993 et Chambre des représentants des États-Unis de 1993 à 1995.

## Biographie

### Jeunesse
Maria Cantwell est la fille d'un conseiller municipal, futur directeur de cabinet d'Andrew Jacobs Jr. (en), élu de la Chambre des représentants des États-Unis.
Elle fait sa scolarité à Indianapolis puis continue ses études à l'université de l'Ohio où elle est diplômée en administration publique. En 1983, elle s'installe à  Seattle, État de Washington et fait campagne pour Alan Cranston, candidat aux primaires démocrates lors de l’élection présidentielle de 1984.

### Début de carrière politique
En 1986, Cantwell est élue à l'âge de 28 ans à la Chambre des représentants de l'État de Washington, pour le 44e district. En 1992, elle devient la première démocrate en 40 ans à être élue à la Chambre des représentants des États-Unis pour le 1er district de l'État de Washington.
En 1994, elle est battue par le républicain Rick White (en).

### Fortune dans le secteur internet
De retour dans la vie civile, elle devient vice-présidente de RealNetworks, chargée du marketing, et y fait fortune à mesure du succès grandissant de cette compagnie. En août 2000, elle revend pour 44 $/l'action, 110 000 actions de RealNetworks avant que le cours ne s'effondre à moins de 9 $/l'action avec l'éclatement de la bulle internet à la fin de l'année.

### Une élection de sénateur de type «Floride présidentielle 2000»
C'est en 2000 qu'elle se présente aux primaires démocrates pour obtenir l'investiture du parti et se présenter au siège de sénateur de l'État de Washington au Congrès des États-Unis. Durant une campagne électorale très dure, elle obtient le soutien du Seattle Times, du  Seattle Post-Intelligencer, du Spokesman-Review, et des News Tribune pour emporter les primaires et affronter le sénateur républicain sortant, Slade Gorton qu'elle accuse d'avoir que des solutions du XIXe siècle pour régler des problèmes du XXIe siècle.
Au soir des élections le 7 novembre, les sondages sortis des urnes ne cessèrent de se contredire sur le nom du vainqueur. L'avance de 15 000 voix en faveur de Gorton diminua brusquement à mesure que les derniers résultats en provenance du comté de King et de la région libérale du Puget Sound étaient enfin connues.
Ce n'est que le 23 novembre que les résultats furent certifiés. Cantwell l'emporta sur Gorton avec 1 953 voix d'avance sur 2,5 millions de bulletins de vote (soit 0,8 % des voix) alors que le candidat libertarien Jeff Jared récoltait 64 734 voix sous son nom, privant le républicain de sa victoire tout comme l'écologiste Ralph Nader privait Al Gore de sa victoire en Floride au même moment à l’élection présidentielle.
Un recompte fut organisé, accroissant l'avance de Cantwell à 2 229 voix (0,9 %).
La particularité de cette élection était que Cantwell ne l'avait emporté que dans les 5 comtés les plus urbanisés (dont King County) sur un total de 39 comtés.
Maria Cantwell est membre de la commission sénatoriale des affaires indiennes, de celle sur le commerce, la science et les transports, de la commission sur l'énergie et les ressources naturelles et enfin de celle sur les PME.
En 2002, elle vote pour la résolution autorisant le recours aux forces armées contre l'Irak.
En 2006, elle est réélue à son poste de sénateur avec 57 % des voix contre 40 % au républicain Mike McGavick.

## En faveur de l'avortement
Cantwell est une partisane du droit à l'avortement (« 100 % pro-choice »). Elle est l'un des 34 sénateurs à voter contre la loi interdisant certains types de techniques d'avortements tardifs (Partial-Birth Abortion Ban Act of 2003).
Elle refuse également d'accorder le moindre droit au fœtus et vote contre la loi incriminant les auteurs d'actes violents contre les femmes enceintes et ayant conduit à blesser ou à tuer le fœtus (Unborn Victims of Violence Act). Ce projet de loi est adopté par 61 voix contre 38 au Sénat et promulgué par le président George W. Bush le 1er avril 2004.